# Cornelia de captivis
Cornelia de captivis va ser una llei romana establerta pel dictador Luci Corneli Sul·la cap a l'any 673 de la fundació de Roma, que regulava els testaments dels qui gaudint de plena ciutadania i dret a testar morien captius, i que legalment s'establia que morien a Roma. També determinava el nombre de testimonis necessari en les darreres voluntats.